# Alex & Co
Alex & Co. (Alex e Companhia em português) é uma série italiana, transmitida pelo Disney Channel Itália. A série conta a história de cinco amigos que começam a frequentar o primeiro ano do ensino médio.
No Brasil a série estrou no 25 de setembro de 2017 no Disney Channel. A segunda temporada estreou no 16 de outubro de 2017. A terceira temporada e os episódios especiais nunca foram emitidos.
Em Portugal a série estreou no 28 de setembro de 2020 no canal SIC K, a segunda temporada estreou no 15 de outubro de 2020 e a terceira temporada estreou no 12 de novembro de 2020.

## Resumo

### 1ª Temporada
Alex, um menino inteligente e engraçado, imagina que o ensino médio vai ser uma festa, mas o diretor quer que seu instituto seja o melhor de tudo, então ele insiste que os estudantes se concentrem em assuntos tradicionais e deixem um música lateral, canto, arte e interpretação. Alex e seus amigos não terão escolha senão buscar uma maneira diferente de expressar seu talento e criatividade.

### 2ª Temporada
O verão terminou e os pais de Alex anunciam que estão se mudando para os Estados Unidos. Alex não está feliz e, juntamente com o irmão mais velho Joe e seus amigos, tentará fazer tudo o que puder para ficar. Enquanto isso, o Instituto Melsher inicia um novo curso e o grupo está ansioso para passar o tempo juntos. A banda decidirá participar do "The Talent", um show de talentos onde eles podem ganhar um contrato recorde e uma turnê europeia, mas eles terão que competir contra The Lindas, a banda de Linda e seus amigos.

### 3ª Temporada
Uma nova aluna, Clio, está prestes a começar um novo ano no Instituto Melsher. A menina, que esconde um grande segredo, terá um relacionamento muito problemático com Alex. Por outro lado, Emma vai ter graves problemas de saúde devido à demissão de seu pai. Tudo isso a levará longe de perceber seu sonho, seus amigos, seu namorado Christian  e gravar o álbum que estavam preparando para a gravadora. Quando as coisas começam a seguir o caminho certo, aparecerá um artista mascarado que começou a ter sucesso na internet que alterará o equilíbrio do grupo.

### Episódios Especiais
Alex e Nicole estão de volta juntos. Os Alex & Co. estão convidados para a edição especial de "The Talent World", um programa onde os concorrentes são vencedores das temporadas anteriores de The Talent em todo o mundo. No entanto, Alex e seus amigos decidem recusar o convite para se concentrar nos projetos musicais de sua gravadora. Nicole, de fato, tem um novo grande sonho: que Bakìa, a estrela pop do momento, cante a canção que está escrevendo.
Alex, Nicole, Emma, Ray e Rebecca vão para a villa de Matt para o seu aniversário. Durante a festa, Nicole descobre que, ao lado da casa de Matt, Bakìa está filmando um novo video musical. Nicole tenta aproximar-se a cantora, mas tem um acidente grave. Graças à ajuda de uma menina desconhecida, Penny, Nicole está segura, mas sua salvadora desapareceu misteriosamente. Alex e seus amigos estão desesperados: Nicole está coma e não saben quando vai acordar.

## Episódios
| Temporada | Temporada | Episódios             | Exibição original       | Exibição original      | Exibição Brasil         | Exibição Brasil         | Exibição Portugal      | Exibição Portugal      |
| Temporada | Temporada | Episódios             | Estreia                 | Final                  | Estreia                 | Final                   | Estreia                | Final                  |
| --------- | --------- | --------------------- | ----------------------- | ---------------------- | ----------------------- | ----------------------- | ---------------------- | ---------------------- |
|           | 1         | 13                    | 21 de maio de 2015      | 27 de maio de 2015     | 25 de setembro de 2017  | 12 de outubro de 2017   | 28 de setembro de 2020 | 14 de outubro de 2020  |
|           | 2         | 18                    | 27 de setembro de 2015  | 29 de novembro de 2015 | 16 de outubro de 2017   | 14 de novembro de 2017  | 15 de outubro de 2020  | 11 de novembro de 2020 |
|           | 3         | 10                    | 24 de setembro de 2016  | 22 de outubro de 2016  | —                       | —                       | 12 de novembro de 2020 | 18 de dezembro de 2020 |
| 10        | 3         | 21 de janeiro de 2017 | 22 de fevereiro de 2017 |                        | —                       | —                       | 12 de novembro de 2020 | 18 de dezembro de 2020 |
|           | Filme     | Filme                 | 24 de novembro de 2016  | 24 de novembro de 2016 | 10 de fevereiro de 2018 | 10 de fevereiro de 2018 | —                      | —                      |
|           | Especiais | 4                     | 26 de junho de 2017     | 29 de junho de 2017    | —                       | —                       | —                      | —                      |

## Extras eSpin-off

### Vídeo-Selfies
As Vídeo-Selfies de Alex & Co. mostram os acontecimentos tendo em vista o pontos de vista dos pontos mais importantes que ocorreram nos episódios, tendo o elenco principal e alguns recorrentes debatendo sobre tal assunto.
1ª Temporada: Há 39 selfies na primeira temporada, apenas Alex, Sam, Emma, Nicole e Christian aparecem.
2ª Temporada: Há 53 selfies na segunda temporada. Desta vez, Linda, Samantha, Rebecca, Tom e Barto também aparecem.
3ª Temporada: Há 60 selfies na terceira temporada. Desta vez, presentes os novos personagens Clio, Matt e Ray. A partir da segunda parte da 3ª temporada, Sam e Christian não estão mais presentes.

### Rádio Alex
Alex gerencia a rádio do Instituto Melsher, onde, com a ajuda de seus amigos, fala sobre temas gerais que fazem perguntas ao público e transmitem todas as canções bem sucedidas de artistas internacionais. Foram 50 episódios disponibilizados até o momento apenas pela Disney Channel Itália e França.

### Alex & Co. - Fan Event
Em 5 de abril de 2016, a Disney anunciou o primeiro show da série chamada Alex & Co - Fan Event, realizada no Fabrique, em Milão, no dia 20 de abril.
O evento foi transmitido pela primeira vez na TV em 10 de setembro do mesmo ano apenas no Disney Channel Itália.

### Como Crescer, apesar dos Pais
Em 2 de dezembro de 2015, a Disney Channel anunciou o lançamento de um filme baseado na série. O filme com o nome Como Crescer, apesar dos Pais foi lançado em 24 de novembro de 2016 na Itália e tem como diretor Luca Lucini e como roteirista Gennaro Nunziante. No Brasil, o filme foi lançado pouco tempo após o término da segunda temporada, em 10 de fevereiro de 2018.

### Penny on M.A.R.S.
Spin-off sobre Penny Mendez é uma talentosa garota americana que, junto com sua melhor amiga Camilla, começa a frequentar o M.A.R.S: uma escola musical de grande prestígio. Entre amizades, música, primeiros amores, rivalidades e mistérios do passado; Penny tentará se tornar uma cantora de sucesso.

## Elenco e personagens

### Personagens principais
| Ator               | Personagem          | Temporadas | Temporadas | Temporadas | Temporadas | Temporadas |
| Ator               | Personagem          | 1          | 2          | 3          | 3          | Especial   |
| Ator               | Personagem          | 1          | 2          | 3A         | 3B         | Especial   |
| ------------------ | ------------------- | ---------- | ---------- | ---------- | ---------- | ---------- |
| Leonardo Cecchi    | Alex Leoni          | Principal  | Principal  | Principal  | Principal  | Principal  |
| Eleonora Gaggero   | Nicole De Ponte     | Principal  | Principal  | Principal  | Principal  | Principal  |
| Beatrice Vendramin | Emma Ferrari        | Principal  | Principal  | Principal  | Principal  | Principal  |
| Saul Nanni         | Christian Alessi    | Principal  | Principal  | Principal  |            |            |
| Federico Russo     | Samuele "Sam" Costa | Principal  | Principal  | Principal  |            |            |
| Giulia Guerrini    | Rebecca Guglielmino | Recorrente | Recorrente | Recorrente | Principal  | Principal  |
| Riccardo Alemanni  | Ray                 |            |            | Recorrente | Principal  | Principal  |
| Miriam Dossena     | Clio Pinto          |            |            | Recorrente | Principal  |            |
| Luca Valenti       | Matteo "Matt"       |            |            |            | Recorrente | Principal  |
| Olivia Mai-Barrett | Penny Mendez        |            |            |            |            | Principal  |

### Personagens recorrentes
| Ator                        | Personagem                    | Temporadas | Temporadas | Temporadas | Temporadas | Temporadas |
| Ator                        | Personagem                    | 1          | 2          | 3          | 3          | Especial   |
| Ator                        | Personagem                    | 1          | 2          | 3a         | 3b         | Especial   |
| --------------------------- | ----------------------------- | ---------- | ---------- | ---------- | ---------- | ---------- |
| Roberto Citran              | Amedeo Augusto Ferrari        | Recorrente | Recorrente | Recorrente | Recorrente |            |
| Debora Villa                | Nina                          | Recorrente | Recorrente | Recorrente | Recorrente |            |
| Nicola Stravalaci           | Professor «Escorpião» Strozzi | Recorrente | Recorrente | Recorrente | Recorrente |            |
| Michele Cesari              | Professor Giovanni Belli      | Recorrente | Recorrente | Recorrente | Cameo      |            |
| Lucrezia Roberta Di Michele | Linda Rossetti                | Recorrente | Recorrente | Recorrente | Recorrente | Recorrente |
| Asia Corvino                | Samantha Ferri                | Recorrente | Recorrente | Recorrente | Recorrente | Recorrente |
| Arianna Amadei              | Giada Guglielmino             |            |            |            | Recorrente | Recorrente |
| Anis Romdhane               | Barto                         | Recorrente | Recorrente |            |            |            |
| Daniele Rampello            | Tom                           | Recorrente | Recorrente |            |            |            |
| Sara Borsarelli             | Diana Jones                   |            |            | Recorrente |            |            |
| Enrica Pintore              | Sara                          |            |            | Recorrente | Recorrente |            |
| Paolo Fantoni               | Ivan                          |            |            |            | Recorrente |            |
| Shannon Gaskin              | Camilla Young                 |            |            |            |            | Recorrente |
| Merissa Porter              | Bakìa                         |            |            |            |            | Recorrente |
| Ben Richards                | Freddy Wolf                   |            |            |            |            | Recorrente |
| Chiara Iezzi Cohen          | Victoria Williams             |            | Recorrente |            |            |            |

### Personagens menores
| Ator                 | Personagem    | Temporadas | Temporadas | Temporadas | Temporadas | Temporadas |
| Ator                 | Personagem    | 1          | 2          | 3          | 3          | Especial   |
| Ator                 | Personagem    | 1          | 2          | 3a         | 3b         | Especial   |
| -------------------- | ------------- | ---------- | ---------- | ---------- | ---------- | ---------- |
| Jgor Barbazza        | Igor Alessi   | Recorrente |            |            |            |            |
| Linda Collini        | Monica Alessi | Recorrente |            |            |            |            |
| Gabriella Franchini  | Wilma         | Recorrente | Recorrente |            |            |            |
| Sara Ricci           | Sara De Ponte | Recorrente |            |            |            |            |
| Sara D'Amario        | Sara De Ponte |            |            |            |            | Recorrente |
| Riccardo Festa       | Rick De Ponte | Recorrente |            |            |            | Recorrente |
| Elena Lietti         | Elena Leoni   | Recorrente | Recorrente |            |            |            |
| Enrico Oetiker       | Joe Leoni     | Recorrente | Recorrente |            |            |            |
| Massimiliano Magrini | Diego Leoni   | Recorrente | Recorrente |            |            |            |
| Jacopo Coleschi      | David         |            | Recorrente |            |            |            |
| Jody Cecchetto       | Jody          |            | Recorrente |            |            |            |
| Michelle Carpente    | Erika         |            |            |            | Recorrente | Recorrente |
| Yvonne Giovanniello  | Sonia         |            |            |            |            | Recorrente |
| Massimiliano Varrese | Arturo        |            |            |            |            | Recorrente |

## Canções

### Primeira temporada
1. Music Speaks (música tema da série), cantada por Alex & Co.
2. All The While, cantada por Leonardo Cecchi e Eleonora Gaggero (Alex e Nicole)

### Segunda temporada
1. We Are One, cantada por Alex & Co.
2. Likewise, cantada por Giulia Guerrini e por Federico Russo (Rebecca e Sam)
3. Unbelievable, cantada por Alex & Co.
4. Oh my Gloss, cantada por The Lindas (Lucrezia Di Michele, Giulia Guerrini e Ásia Corvino)
5. Truth or dare, cantada por Alex & Co.
6. Music Speaks (versão especial) cantada por Carola Campagna
7. We Are One (versão especial) cantada por Carola Campagna

### Terceira Temporada
1. I Am Nobody, cantada por Leonardo Cecchi (Alex como Nobody)
2. Welcome To Your Show, cantada por Alex & Co.
3. So Far Yet So Close, cantada por Beatrice Vendramin e Riccardo Alemanni (Emma e Ray)
4. The Magic Of Love, cantada por Leonardo Cecchi (Alex)

### Episódios Especiais
1. Live It Up, cantada por Merissa Porter (Bakìa)
2. The Universe Owes You One, cantada por Leonardo Cecchi e Merissa Porter (Alex e Bakìa)

### Filme
1. I Can See The Stars, cantada por Alex & Co.
2. The Strawberry Place, cantada por Alex & Co.

## Dublagem
| Personagem                    | Dublagem               | Temporada              |
| Personagens Principais        | Personagens Principais | Personagens Principais |
| ----------------------------- | ---------------------- | ---------------------- |
| Alex Leoni                    | Ítalo Luiz             | 1ª-                    |
| Emma Ferrari                  | Adriana Chiovatto      | 1ª-                    |
| Nicole De Ponte               | Luiza Porto            | 1ª-                    |
| Samuele "Sam" Costa           | Daniel Figueira        | 1ª-3ª                  |
| Christian Alessi              | Filipe Cavalcante      | 1ª-3ª                  |
| Matteo "Matt"                 | —                      | 3ª-                    |
| Raimondo "Ray"                | —                      | 3ª-                    |
| Penny Mendez                  | —                      | Especial               |
| Personagens Recorrentes       |                        |                        |
| Linda Rossetti                | Lia Mello              | 1ª-                    |
| Tom                           | Raphael Ferreira       | 1ª-2ª                  |
| Rebecca                       | Jussara Marques        | 1ª-                    |
| Samantha                      | Flávia Narciso         | 1ª-                    |
| Barto                         | Caio Guarnieri         | 1ª-2ª                  |
| Amedeo Augusto Ferrari        | Marcelo Pissardini     | 1ª-3ª                  |
| Nina                          | Fátima Noya            | 1ª-3ª                  |
| Professor "Escorpião" Strozzi | Alex Barone            | 1ª-3ª                  |
| Professor Giovanni Belli      | Glauco Marques         | 1ª-3ª                  |
| Victoria Williams             | Amazyles de Almeida    | 2ª                     |
| Giada Guglielmino             | —                      | 3ª-                    |
| Ivan                          | —                      | 3ª                     |
| Sara                          | —                      | 3ª                     |
| Diana Jones                   | —                      | 3ª                     |
| Camilla Young                 | —                      | Especial               |
| Bakìa                         | —                      | Especial               |
| Freddy Wolf                   | —                      | Especial               |
| Personagens Menores           |                        |                        |
| Sara De Ponte                 | —                      | 1ª-                    |
| Rick De Ponte                 | —                      | 1ª-                    |
| Kevin                         | Vyni Takahashi         | 1ª                     |
| Wilma                         | Patrícia Scalvi        | 1ª-2ª                  |
| Elena Leoni                   | Marli Bortoletto       | 1ª-2ª                  |
| Diego Leoni                   | Marco Antônio Abreu    | 1ª-2ª                  |
| Joe Leoni                     | Lucas Gama             | 1ª-2ª                  |
| Sr. Smith                     | Ricardo Fábio          | 1ª-2ª                  |
| Srta. Akame                   | Isabel de Sá           | 1ª-2ª                  |
| Math Girl                     | Tatiane Keplmair       | 1ª-2ª                  |
| Nora                          | Shallana Costa         | 2ª                     |
| Brenda                        | Júlia Ribas            | 2ª                     |
| David                         | Yuri Chesman           | 2ª                     |
| Jody                          | Thiago Longo           | 2ª                     |
| Carola Campagna               | Fernanda Bullara       | 2ª                     |
| Sr. Campbell                  | Fábio de Castro        | 2ª                     |
| Lubna                         | Cássia Bisceglia       | 2ª                     |
| Hugo                          | Zeca Rodrigues         | 2ª                     |
| Lara                          | Samira Fernandes       | 2ª                     |
| Assistente do The Talent      | Clarice Espindola      | 2ª                     |
| Marcus Sharp                  | Márcio Araújo          | 2ª                     |
| Erika                         | —                      | 3ª                     |
| Sonia                         | —                      | Especial               |
| Arturo                        | —                      | Especial               |

| Créditos da dublagem | Brasil           |
| -------------------- | ---------------- |
| Direção de Dublagem  | Tatiane Keplmair |
| Tradução             | Bvaz Idiomas     |
| Diretor Criativo     | Raúl Aldana      |
| Dublado nos Estúdios | TV Group Digital |

## Transmissão original
Na Itália, a primeira promo da série foi lançado em 2 de fevereiro de 2015. A segunda foi transmitido em 23 de fevereiro do mesmo ano. Toda segunda-feira do mês de março foram liberados dois promos de cada vez, com exceção de uma transmissão promo segunda-feira, 20 de abril, anunciando a estreia da série, em 11 de maio de 2015. A primeira temporada foi transmitido até 27 de maio, 2015, quando, após o fim do último episódio da primeira temporada, que foi enviado um promo anunciando a segunda temporada.
A segunda temporada começou, na Itália, 27 de setembro de 2015 e terminou 29 de novembro de 2015.

## Transmissão internacional

### Disney Channel

#### 1ª Temporada
| País | Canal                                  | Estreia                 | Título           | Ref.                 |
| --- | -------------------------------------- | ----------------------- | ---------------- | -------------------- |
| Itália | Disney Channel Itália                  | 11 de maio de 2015      | Alex & Co.       | [ 2 ]                |
| Ilhas Åland · Suécia · Noruega · Dinamarca · Finlândia · Islândia | Disney Channel Escandinávia            | 13 de outubro de 2015   | Alex & Co.       | [ 3 ]                |
| Polónia | Disney Channel Polônia                 | 17 de outubro de 2015   | Alex i spółka    | [ 4 ]                |
| França | Disney Channel França                  | 04 de novembro de 2015  | Alex & Co.       | [ 5 ]                |
| Países Baixos · Bélgica | Disney Channel Países Baixos e Bélgica | 22 de novembro de 2015  | Alex & Co.       | [ 6 ]                |
| Espanha | Disney Channel Espanha                 | 11 de janeiro de 2016   | Alex & Friends   | [ 7 ]                |
| Bulgária | Disney Channel Bulgária                | 01 de fevereiro de 2016 | Групата на Алекс | [ 8 ] [ 9 ] [ 10 ]   |
| Roménia | Disney Channel Romênia                 | 01 de fevereiro de 2016 | Alex și trupa    | [ 8 ] [ 9 ] [ 10 ]   |
| Chéquia | Disney Channel República Checa         | 06 de fevereiro de 2016 | Alex & spol.     | [ 11 ] [ 12 ] [ 13 ] |
| Hungria | Disney Channel Hungria                 | 06 de fevereiro de 2016 | Alex és bandája  | [ 11 ] [ 12 ] [ 13 ] |
| Alemanha | Disney Channel Alemanha                | 24 de abril de 2016     | Alex & Co.       | [ 14 ]               |
| Reino Unido · Irlanda | Disney Channel Reino Unido e Irlanda   | 24 de julho de 2017     | Alex & Co.       |                      |
| Argentina · Bolívia · Chile · Colômbia · Costa Rica · Cuba · El Salvador · Equador · Guatemala · Honduras · México · Nicarágua · Panamá · Paraguai · Peru · República Dominicana · Uruguai · Venezuela | Disney Channel América Latina          | 25 de setembro de 2017  | Alex & Co.       | [ 15 ]               |
| Brasil | Disney Channel Brasil                  | 25 de setembro de 2017  | Alex & Co.       | [ 15 ]               |
| Angola | TXILLO                                 | 18 de janeiro de 2021   | Alex & Co.       | [ 16 ]               |

#### 2ª Temporada
| País | Canal                                  | Estreia                | Título                | Ref.   |
| --- | -------------------------------------- | ---------------------- | --------------------- | ------ |
| Itália | Disney Channel Italia                  | 27 de setembro de 2015 | Alex & Co.            | [ 17 ] |
| Polónia | Disney Channel Polônia                 | 7 de março de 2016     | Alex i spółka         | [ 18 ] |
| França | Disney Channel França                  | 6 de abril de 2016     | Alex & Co.            | [ 19 ] |
| Países Baixos · Bélgica | Disney Channel Países Baixos e Bélgica | 3 de julho 2016        | Alex & Co.            | [ 20 ] |
| Grécia | Disney Channel Grécia                  | 7 de julho de 2016     | Ο Άλεξ κι η Παρέα του | [ 21 ] |
| África do Sul | Disney Channel África do Sul           | 7 de julho de 2016     | Alex & Co.            | [ 22 ] |
| Arábia Saudita | Disney Channel Medio Oriente           | 7 de julho de 2016     | Alex & Co.            | [ 22 ] |
| Sérvia · Croácia · Bósnia e Herzegovina · Macedônia do Norte · Montenegro | Disney Channel Bálcãs                  | 7 de julho de 2016     | Alex & Co.            | [ 22 ] |
| Alemanha · Áustria · Suíça · Liechtenstein | Disney Channel Germania                | 25 julho de 2016       | Alex & Co.            |        |
| Espanha | Disney Channel Espanha                 | 12 de setembro de 2016 | Alex & Friends        | [ 23 ] |
| Bulgária | Disney Channel Bulgária                | 10 de outubro de 2016  | Групата на Алекс      | [ 24 ] |
| Roménia | Disney Channel Roma                    | 10 de outubro de 2016  | Alex și trupa         | [ 25 ] |
| Chéquia · Eslováquia | Disney Channel República Tcheca        | 10 de outubro de 2016  | Alex & spol.          | [ 26 ] |
| Hungria | Disney Channel Hungria                 | 10 de outubro de 2016  | Alex és bandája       | [ 27 ] |
| Argentina · Bolívia · Chile · Colômbia · Cuba · Costa Rica · Equador · El Salvador · Guatemala · Honduras · Nicarágua · México · Panamá · Paraguai · Peru · República Dominicana · Uruguai · Venezuela | Disney Channel América Latina          | 16 de outubro de 2017  | Alex & Co.            |        |
| Brasil | Disney Channel Brasil                  | 16 de outubro de 2017  | Alex & Co.            |        |
| Reino Unido · Irlanda | Disney Channel Reino Unido e Irlanda   | 2 de janeiro de 2018   | Alex & Co.            | [ 28 ] |
| Angola | TXILLO                                 | 3 de fevereiro de 2021 | Alex & Co.            | [ 29 ] |

#### 3ª Temporada
| País | Canal                                | Estreia                | Título                | Ref.   |
| --- | ------------------------------------ | ---------------------- | --------------------- | ------ |
| Itália | Disney Channel Itália                | 24 de setembro de 2016 | Alex & Co.            | [ 30 ] |
| França | Disney Channel França                | 4 de março de 2017     | Alex & Co.            | [ 31 ] |
| Espanha | Disney Channel Espanha               | 20 de março de 2017    | Alex & Friends        | [ 32 ] |
| Grécia | Disney Channel Grécia                | 3 de abril de 2017     | Ο Άλεξ κι η Παρέα του | [ 33 ] |
| África do Sul | Disney Channel África do Sul         | 3 de abril de 2017     | Alex & Co.            | [ 33 ] |
| Arábia Saudita | Disney Channel Oriente Médio         | 3 de abril de 2017     | Alex & Co.            | [ 33 ] |
| Sérvia · Croácia · Bósnia e Herzegovina · Macedônia do Norte · Montenegro | Disney Channel Bálcãs                | 3 de abril de 2017     | Alex & Co.            | [ 33 ] |
| Polónia | Disney Channel Polônia               | 24 de abril de 2017    | Alex i spółka         | [ 34 ] |
| Chéquia · Eslováquia | Disney Channel República Tcheca      | 24 de abril de 2017    | Alex & spol.          | [ 35 ] |
| Hungria | Disney Channel Hungria               | 24 de abril de 2017    | Alex és bandája       | [ 36 ] |
| Bulgária | Disney Channel Bulgária              | 8 de maio de 2017      | Групата на Алекс      | [ 37 ] |
| Roménia | Disney Channel Romênia               | 8 de maio de 2017      | Alex și trupa         | [ 38 ] |
| Reino Unido · Irlanda | Disney Channel Reino Unido e Irlanda | Abril de 2018          | Alex & Co.            | [ 28 ] |
| Alemanha · Áustria · Suíça · Liechtenstein | Disney Channel Alemanha              | 2019                   | Alex & Co.            |        |
| Argentina · Bolívia · Chile · Colômbia · Cuba · Costa Rica · Equador · El Salvador · Guatemala · Haiti · Honduras · Nicarágua · México · Panamá · Paraguai · Peru · República Dominicana · Uruguai · Venezuela | Disney Channel América Latina        | Estreia Cancelada      | Alex & Co.            |        |
| Brasil | Disney Channel Brasil                | Estreia Cancelada      | Alex & Co.            |        |

#### Episódios Especiais
| País   | Canal                 | Estreia                 | Título     | Ref.   |
| ------ | --------------------- | ----------------------- | ---------- | ------ |
| Itália | Disney Channel Italia | 26 de junho de 2017     | Alex & Co. | [ 39 ] |
| França | Disney Channel França | 20 de fevereiro de 2019 | Alex & Co. |        |